# Miller Lite 200 2000
Miller Lite 200 2000 var ett race som den trettonde deltävlingen i CART World Series 2000. Racet kördes den 13 augusti på Mid-Ohio Sports Car Course i Lexington, Ohio.

## Tävlingen
Marlboro Team Penske hade återvänt till formen efter ett mardrömslikt 1999, men hade en ojämn formkurva. Mid-Ohio blev dock ett lyckat race för teamet, som tog sin första dubbelseger för säsongen. Den 25-årige brasilianaren Hélio Castroneves tog sin andra seger för säsongen, efter att tidigare vunnit i Detroit. Han landsman Gil de Ferran säkrade Penskes dubbel genom att ta sig in som tvåa, och ge nytt liv till sin egen titelkampanj. Christian Fittipaldi blev trea, och därmed bestod hela pallen av brasilianska förare. Michael Andretti slutade åtta, vilket ändå räckte för att behålla en tydlig mästerskapsledning, även om avståndet till de Ferran minskade en del. Roberto Moreno halkade ned till tredje plats totalt, då han blev elva och varvad av vinnaren.

## Slutresultat
| Plats | Förare               | Team                     | Grid | Kvaltid  |
| ----- | -------------------- | ------------------------ | ---- | -------- |
| 1     | Hélio Castroneves    | Marlboro Team Penske     | 2    | 1.05,362 |
| 2     | Gil de Ferran        | Marlboro Team Penske     | 1    | 1.05,347 |
| 3     | Christian Fittipaldi | Newman/Haas Racing       | 5    | 1.05,962 |
| 4     | Max Papis            | Team Rahal               | 6    | 1.06,047 |
| 5     | Kenny Bräck          | Team Rahal               | 4    | 1.05,846 |
| 6     | Adrián Fernández     | Patrick Racing           | 12   | 1.06,471 |
| 7     | Patrick Carpentier   | Forsythe Racing          | 9    | 1.06,391 |
| 8     | Michael Andretti     | Newman/Haas Racing       | 8    | 1.06,338 |
| 9     | Alex Tagliani        | Forsythe Racing          | 16   | 1.06,852 |
| 10    | Oriol Servià         | PPI Motorsports          | 17   | 1.07,048 |
| 11    | Roberto Moreno       | Patrick Racing           | 15   | 1.06,782 |
| 12    | Memo Gidley          | Della Penna Motorsports  | 23   | 1.08,088 |
| 13    | Tony Kanaan          | Mo Nunn Racing           | 19   | 1.07,173 |
| 14    | Mark Blundell        | PacWest Racing           | 18   | 1.07,069 |
| 15    | Michel Jourdain Jr.  | Bettenhausen Motorsports | 24   | 1.08,256 |
| 16    | Paul Tracy           | Team KOOL Green          | 14   | 1.06,598 |
| 17    | Cristiano da Matta   | PPI Motorsports          | 7    | 1.06,251 |
| 18    | Tarso Marques        | Dale Coyne Racing        | 22   | 1.07,750 |
| 19    | Shinji Nakano        | Walker Racing            | 20   | 1.07,340 |
| 20    | Jimmy Vasser         | Chip Ganassi Racing      | 11   | 1.06,428 |
| 21    | Maurício Gugelmin    | PacWest Racing           | 13   | 1.06,529 |
| 22    | Dario Franchitti     | Team KOOL Green          | 3    | 1.05,665 |
| 23    | Gualter Salles       | Dale Coyne Racing        | 21   | 1.07,615 |
| 24    | Juan Pablo Montoya   | Chip Ganassi Racing      | 10   | 1.06,406 |
| 25    | Luiz Garcia Jr.      | Arciero Racing           | 25   | 1.09,471 |